# Everest Records
Everest Records ist eine 1958 gegründete US-amerikanische audiophile Plattenfirma vor allem für klassische Musik, die bis 1962 existierte.

## Geschichte und Repertoire
Das Plattenlabel Everest Records wurde 1958 von Harry Belock (1908–1999) ins Leben gerufen, einem Elektronikingenieur und Musikliebhaber, der mit Patenten zur Raketensteuerung verdientes Geld in ein modern ausgestattetes, audiophilen Ansprüchen genügendes Tonstudio investierte. Das Studio mit Sitz in Bayside, Long Island, stellte Techniker anderer Firmen wie Ampex und Westrex ein und nutzte ein Aufnahmequipment aus regulären Geräten und Eigenentwicklungen. Zum Einsatz kamen damals neuartige Mehrkanal-Mischpulte und als Besonderheit 35-mm-Magnetfilm.
Katalogschwerpunkt bildete klassische Musik, insbesondere solche des 20. Jahrhunderts, ergänzt durch Jazz- und Easy-Listening-Produktionen u. a. von Charlie Barnet, Cy Coleman, Wild Bill Davis, Woody Herman, Chubby Jackson, Gloria Lynne, Tony Pastor und Charlie Shavers. Da die meisten namhaften amerikanischen Klangkörper und Solisten vertraglich an andere Plattenfirmen gebunden war, wurden vorwiegend europäische Orchester verpflichtet, insbesondere das London Philharmonic Orchestra und das London Symphony Orchestra, mit Dirigenten wie Malcolm Sargent, Adrian Boult, Josef Krips, Eugène Goossens, János Ferencsik und John Carewe. Gewonnen wurde auch Leopold Stokowski, dessen New York Philharmonic zu Aufnahmezwecken für Everest als „Stadium Symphony Orchestra“ firmierte. Die Aufnahmen mit nur jeweils drei Mikrofonen (3-Kanal-Stereofonie) erfolgten unter der Leitung des Toningenieurs Bert Whyte zumeist im Ballroom des Manhattan Center, bzw. in Europa in der Walthamstow Town Hall oder der Watford Town Hall. Die Covergestaltung wurde dem Grafikdesigner Alex Steinweiss (1917–2011) übertragen.
Im Katalog von Everest Records finden sich unter anderem die Erstaufnahme der 3. Sinfonie von Aaron Copland unter dessen eigener Leitung und die Erstaufnahme der 9. Sinfonie von Ralph Vaughan Williams unter Adrian Boult. Die große Zahl an Aufnahmen (78 klassische Titel zwischen 1958 und 1961) und mit dem hohen Aufnahmestandard verbundene Kosten führten bereits zwei Jahre nach Gründung zur Beschneidung des Klassikbereichs und Erweiterung des Repertoires in Richtung Popmusik, ohne dass sich Everest Records im Wettbewerb gegen etablierte Firmen wie Columbia oder RCA durchsetzen konnte. 1962 sah sich Belock zum Verkauf an eine kalifornische Interessengemeinschaft gezwungen, die einige Aufnahmen neu veröffentlichte. Teile des Studioequipments wurden später von Mercury Records und Command Classics eingesetzt. 1995 veröffentlichte DCC-Records einige hochwertige Nachauflagen von Everest. Heute (Stand 2014) liegt die Mehrzahl der Aufnahmen von Everest Records als Remastering vor.